# 1908年西江水災
1908年西江水災中，珠江流域西江、北江、東江大水，沿江和珠江三角洲20餘縣被淹較重。廣東、海南島沿海風暴潮災，傷亡千餘人。海灤河流域49個州縣水災。
此外，當年湖南省澧水、山東省淄河、汶河、雲南省元江及黑龍江省嫩江上游大水成災、受災縣數134個。

## 相關文化影視
1980年拍攝及播映的香港麗的電視劇集《大地恩情》，曾有數集精準反映位處西江下游的香山縣農民，在面對此次水災時之慘況。